# Semljicola angulatus
Semljicola angulatus là một loài nhện trong họ Linyphiidae.
Loài này thuộc chi Semljicola. Semljicola angulatus được Herman Theodor Holm miêu tả năm 1963.